# Тупаретама
Тупаретама (порт. Tuparetama) — муниципалитет в Бразилии, входит в штат Пернамбуку. Составная часть мезорегиона Сертан штата Пернамбуку. Входит в экономико-статистический микрорегион Пажеу.

## Экономика
Торговля и сельское хозяйство (скотоводство, плантации).